# Poiana Câmpina
Poiana Câmpina là một xã thuộc hạt Prahova, România. Dân số thời điểm năm 2002 là 5341 người.